# Peter J. Peters
Peter John Peters (* 13. November 1946 in Ogalalla, Nebraska; † 7. Juli 2011 in Laporte, Colorado) war ein Pastor der Christian-Identity-Bewegung und führte 33 Jahre lang die LaPorte Church of Christ sowie den daran angeschlossenen Versandhandel  Scriptures for American Ministries.

## Leben
Peter J. Peters wurde 1946 in Ogallala, Nebraska, geboren als Sohn von Alvin and Ruth Lynelle Peters. Er wuchs in Nebraska auf und studierte dort an der University of Nebraska School of Agriculture. Er wechselte zur Colorado State University, wo er einen Bachelor of Science in „Agricultural Business and Economics“ erhielt. Anschließend arbeitete er für das US-amerikanische Landwirtschaftsministerium. In den 1970ern erwarb er einen Bachelor-Abschluss in „Sacred Literature“ von der „Church of Christ Bible Training School“ in Gering, Nebraska und übernahm an 1997 die Leitung der LaPorte Church of Christ in Laporte (Colorado), einer Gemeinde bestehend aus etwa 100 Mitgliedern.
Peters baute diese Kirche unter Zuhilfenahme eines Versandhandels, eines Radiosenders sowie einer zwei Jahre lang ausgestrahlten Fernsehsendung zu einem Propaganda-Instrument der Christian-Identity-Bewegung aus. Seine Bibelcamps werden seit 1984 an wechselnden Orten veranstaltet und dienen als ideologische Fundierung.
Im Oktober 1992 richtete Peters ein Treffen führender Figuren der White-Supremacy-Bewegung im Estes Park von Colorado aus. Anwesend waren unter anderem Richard G. Butler von der Aryan Nation und Louis Beam, zu diesem Zeitpunkt ein Führer des Ku Klux Klans. Auf diesem Treffen wurde aus Sicht vieler Beobachter die Leitlinien des modernen US-amerikanischen Rechtsextremismus und der Milizbewegung festgelegt. Hintergrund des Treffens war die Erschießung von Randy Weavers Frau und Sohn im Zuge einer bundesbehördlichen Belagerung.
Ab dem Jahr 2000 versuchte Peters das Label Christian Identity abzulegen, äußerte sich aber weiterhin in seinen Predigten und Publikationen rassistisch und homophob. Am 7. Juli 2011 verstarb Peter J. Peters an Nierenversagen, nachdem er am gleichen Tag eine Predigt gelesen hatte.